# Collegium Carolinum (Institut)
Das Collegium Carolinum e. V. (Kurzform: CC) ist ein „Forschungsinstitut für die Geschichte Tschechiens und der Slowakei“ mit Sitz im Sudetendeutschen Haus in München. Der Name bezieht sich auf das Hauptgebäude der 1348 gegründeten Prager Karlsuniversität, deren deutscher Teil, die deutsche Karl-Ferdinands-Universität, bzw. die Deutsche Universität Prag, 1945 von den tschechoslowakischen Behörden geschlossen wurde. Das Collegium Carolinum knüpft teilweise an die Geschichte der Karl-Ferdinands-Universität an.

## Aufgaben
Das wissenschaftliche Institut in München wird getragen vom gleichnamigen eingetragenen gemeinnützigen Verein, mit finanzieller Förderung durch das Bayerische Staatsministerium für Wissenschaft, Forschung und Kunst. Das CC hat satzungsgemäß die Aufgabe, historische, zeitgeschichtliche und kulturwissenschaftliche Forschung verschiedener Fachgebiete über die böhmischen Länder, die Tschechische und die Slowakische Republik bzw. die Tschechoslowakei im europäischen Rahmen zu betreiben. Gegenstand sind dabei sowohl die Probleme, die sich aus dem Zusammenleben der Völker dieses Raumes ergeben, wie allgemein die gesellschaftliche, rechtliche, geschichtliche, kulturelle und wirtschaftliche Entwicklung einschließlich des Schicksals der vertriebenen Sudetendeutschen und der verschiedenen Exilgruppen.

## Geschichte
Das CC wurde 1956 in München gegründet. Zu den Gründungsmitgliedern zählen:
- Eugen Lemberg (1903–1976)
- Theodor Mayer (1883–1972)
- Kurt Oberdorffer (1900–1980)
- Hermann Raschhofer (1905–1979)
- Ernst Schwarz (1895–1983)
- Heribert Sturm (1904–1981)
- Erich Bachmann (1910–1991),[3] Kunsthistoriker

## Standorte und Mitarbeiter
Das CC vereinigt mehr als 40 Wissenschaftler verschiedener Fachrichtungen aus der Bundesrepublik Deutschland, Österreich, der Tschechischen und der Slowakischen Republik, Frankreich und den Vereinigten Staaten, deren Forschungsarbeit den böhmischen Ländern gilt. Dem Institut gehören in München wissenschaftliche Mitarbeiter, überwiegend aus dem Fachgebiet Geschichte an. In München fungiert das Collegium als An-Institut der Ludwig-Maximilians-Universität. Daneben besteht in Gießen die Außenstelle „Sudetendeutsches Wörterbuch“, in der drei Germanisten tätig sind. Hinzu kommen Mitarbeiter im Rahmen von Drittmittelprojekten.
Neben dem Hauptsitz in München und der Forschungsstelle in Gießen gibt es seit Oktober 2018 auch eine Außenstelle in Prag, die zur weiteren Verknüpfung der deutschen und tschechischen Forschung beitragen soll; die Räumlichkeiten teilt sich das CC mit der dortigen Außenstelle des Deutschen Historischen Instituts Warschau.
Vorsitzender des Vereins war ab 1980 bis zu seinem Tod 2003 Ferdinand Seibt. Ihm folgte Martin Schulze Wessel; amtierende Geschäftsführerin ist zurzeit (März 2022) Ulrike Lunow.

## Forschungsarbeit
Das Institut tritt mit den Bad Wiesseer Tagungen, den Münchner Bohemisten-Treffen sowie speziellen Forschungskonferenzen und Workshops an die Fach- bzw. breitere Öffentlichkeit.
Folgende Forschungsgebiete stehen neben prosopographischen und editorischen Vorhaben zurzeit im Mittelpunkt der Tätigkeit des Instituts:
- Digitale Geschichtswissenschaft: Netzwerke und Biografische Forschung
- Erinnerungs- und Migrationsgeschichte
- Religionsgeschichte
- Umwelt- und Infrastrukturgeschichte
- Sprache und Literatur
- Politische und soziale Ordnungen

## Publikationen
Zu der umfangreichen Publikationstätigkeit des Instituts zählen u. a.:

### Zeitschriften
- Bohemia – Zeitschrift für Geschichte und Kultur der böhmischen Länder (1960 ff., zwei Hefte pro Jahr, Jg. 45/2004), ISSN 0523-8587
- Berichte zu Staat und Gesellschaft in der Tschechischen und in der Slowakischen Republik (vierteljährlich, 1993–2005), ISSN 0943-8386

### Nachschlagewerke
- Handbuch der Religions- und Kirchengeschichte der böhmischen Länder und Tschechiens im 20. Jahrhundert
- Biographisches Lexikon zur Geschichte der böhmischen Länder (in Lieferungen 1974 ff., bislang drei Bände)
- Sudetendeutsches Wörterbuch – Wörterbuch der deutschen Mundarten in Böhmen und Mähren-Schlesien (in Lieferungen 1982 ff., bislang 4 Bände)
- Handbuch der Geschichte der böhmischen Länder (1967–1974)
- Ortslexikon der böhmischen Länder 1910–1965 (1995)

### Reihen
- Veröffentlichungen des Collegium Carolinum, seit 1958, bislang 131 Bände (2015), Lerche, München 1958–1969,[7] Oldenbourg, München 1970–2012, Vandenhoeck & Ruprecht, Göttingen ISSN 0530-9794.
- Bad Wiesseer Tagungen (1969 ff., bislang 22 Bände)
- DigiOst (herausgegeben von Collegium Carolinum, Herder-Institut, Institut für Ost- und Südosteuropaforschung in Kooperation mit dem Verlag Frank & Timme)
- Lebensbilder zur Geschichte der böhmischen Länder (1974 ff., bislang 7 Bände)

## Kooperationen
- Lehrstuhl für Geschichte Ost- und Südosteuropas der Ludwig-Maximilians-Universität München
- Kompetenzverbund „Historische Wissenschaften München“
- Monumenta Germaniae Historica
- Historische Kommission bei der Bayerischen Akademie der Wissenschaften
- Bayerische Staatsbibliothek
- Herder-Institut für historische Ostmitteleuropaforschung
- Leibniz-Institut für Ost- und Südosteuropaforschung
- Deutsch-Tschechische und Deutsch-Slowakische Historikerkommission
- Historische Kommission für die böhmischen Länder
- Adalbert Stifter Verein
- Institut für Österreichische Geschichtsforschung
- Masaryk-Institut und Archiv der Akademie der Wissenschaften der Tschechischen Republik
- Institut für Zeitgeschichte der Akademie der Wissenschaften der Tschechischen Republik
- Historisches Institut der Akademie der Wissenschaften der Tschechischen Republik
- Institut für Slawistik der Akademie der Wissenschaften der Tschechischen Republik
- Philosophische Fakultät  der  Karls-Universität
- Fakultät für Sozialwissenschaften der Karls-Universität
- Institut für das Studium totalitärer Regime
- Deutsches Historisches Institut Warschau
- Historisches Institut der Slowakischen Akademie der Wissenschaften
- Lehrstuhl für Geschichte der Pavol Jozef Šafárik Universität in Košice[8]

## Weitere Tätigkeiten
Zu den weiteren Tätigkeiten des Collegium Carolinum gehören insbesondere:
- die Vergabe und Betreuung von Forschungsaufträgen
- die Zusammenarbeit bzw. Entwicklung und Ausarbeitung gemeinsamer Forschungsvorhaben mit der tschechischen und der slowakischen Geschichtswissenschaft, vor allem mit wissenschaftlichen Einrichtungen und Universitäten der Tschechischen und der Slowakischen Republik
- die Koordination der Forschungen über die böhmischen Länder in Deutschland und auf internationaler Ebene
- Betreuung und Beratung in- und ausländischer Wissenschaftler und Studierender
- wissenschaftliche Gutachtertätigkeit
- Erschließung von Archivmaterial und Ausbau von biographischen, philologischen und kunsthistorischen Sammlungen auf nationaler und internationaler Ebene (tschechische Exilzeitschriften 1945–1970)
- Betreuung von Editionsvorhaben (Deutsche Gesandtschaftsberichte aus Prag 1918–1938; Briefe und Dokumente zur Geschichte der österreichisch-ungarischen Monarchie: Der Verfassungstreue Großgrundbesitz 1880–1918)
- Leitung und Erweiterung der wissenschaftlichen Bibliothek, die mit mehr als 160.000 bibliographischen Einheiten die größte Spezialsammlung zur Geschichte der böhmischen Länder und der Tschechoslowakei in der Bundesrepublik bzw. in Westeuropa bildet